# Euphoria casselberryi
Euphoria casselberryi är en skalbaggsart som beskrevs av Robinson 1937. Euphoria casselberryi ingår i släktet Euphoria och familjen Cetoniidae. Inga underarter finns listade i Catalogue of Life.